# Seripha
Seripha is een geslacht van vlinders van de familie spinneruilen (Erebidae), uit de onderfamilie Arctiinae.

## Soorten
- S. coelilcolor Walker, 1854
- S. plumbiola Hampson, 1909
- S. pyrrhocrocis Felder, 1875